# Jordan EJ12
O  EJ12 Foi o modelo da Jordan da temporada de 2002 de Fórmula 1. Condutores: Giancarlo Fisichella e Takuma Sato.

## Resultados[1]
(legenda) 
| Ano  | Chassis | Motor            | Pneus | N° | Pilotos              | 1   | 2   | 3   | 4   | 5   | 6   | 7   | 8   | 9   | 10  | 11  | 12  | 13  | 14  | 15  | 16  | 17  | Pontos | Posição |  |
| ---- | ------- | ---------------- | ----- | -- | -------------------- | --- | --- | --- | --- | --- | --- | --- | --- | --- | --- | --- | --- | --- | --- | --- | --- | --- | ------ | ------- |  |
|      |         |                  |       |    |                      |     |     |     |     |     |     |     |     |     |     |     |     |     |     |     |     |     |        |         |  |
|      |         |                  |       |    |                      | AUS | MAL | BRA | SMR | ESP | AUT | MON | CAN | EUR | GBR | FRA | GER | HUN | BEL | ITA | USA | JAP |        |         |  |
| 2002 | EJ12    | Honda RA002E V10 | B     | 9  | Giancarlo Fisichella | Ret | 13  | Ret | Ret | Ret | 5   | 5   | 5   | Ret | 7   | NQ  | Ret | 6   | Ret | 8   | 7   | Ret | 9      | 6º      |  |
| 2002 | EJ12    | Honda RA002E V10 | B     | 10 | Takuma Sato          | Ret | 9   | 9   | Ret | Ret | Ret | Ret | 10  | 16  | Ret | Ret | 8   | 10  | 11  | 12  | 11  | 5   | 9      | 6º      |  |